# Ампер-весы

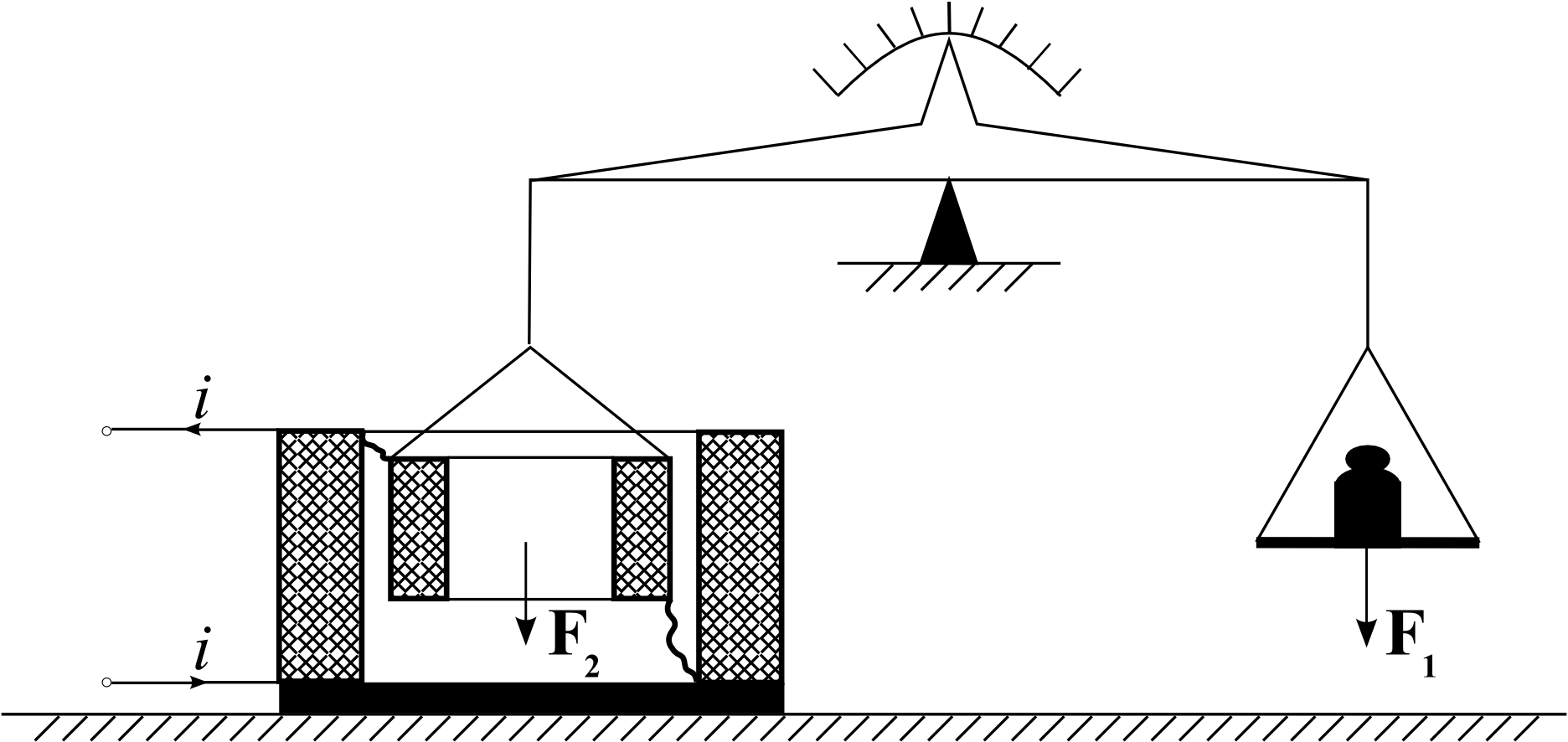
Схема конструкции ампер-весов.

Ампе́р-весы́, называемые также токовые весы — электромеханический прибор, используемый для точного воспроизведения единиц силы электрического тока — ампер, с целью поверки электроизмерительных приборов.

## Общие сведения
Как известно: «Ампер — сила неизменяющегося тока, который, проходя по двум параллельным проводникам бесконечной длины и ничтожно малой площади круглого поперечного сечения, расположенным на расстоянии 1 метра один от другого в вакууме, вызывал бы между этими проводниками силу взаимодействия, равную 2·10-7 ньютона на каждый метр длины». Формулировка содержит понятие бесконечно тонких и бесконечно длинных проводников, которые на практике невозможно реализовать. Поэтому для решения реальных задач было разработано специальное электромеханическое устройство с проводниками конечных размеров — ампер-весы. С их помощью получают данные позволяющие на основе законов электродинамики рассчитать искомую силу тока.
Первые ампер-весы разработаны в 1882 году британским физиком Уильямом Томсоном (лордом Кельвином). Отличительной чертой конструкции является компактность и точность, обусловленная тем, что сила тока определяется силой взаимодействия двух коаксиальных однослойных соленоидов.

## Конструкция и работа
По своей конструкции ампер-весы аналогичны аналитическим весам, у которых одна из чашек заменена на взаимодействующие проводники. Весы изготовляются из немагнитных материалов. Измеряемая сила тока определяется по силе взаимодействия двух проводников, выполненных в виде коаксиальных однослойных соленоидов, электрически соединённых последовательно. Сила взаимодействия соленоидов уравновешивается весом гирь, определяемых по формуле: {\displaystyle F_{1}=mg} (см. рисунок), где {\displaystyle m} — масса гири, а {\displaystyle g} — ускорение свободного падения.
Сила взаимодействия соленоидов вычисляется по выражению {\displaystyle F_{2}=cI^{2}} , в котором {\displaystyle I} — сила тока, а {\displaystyle c} — нормировочный коэффициент, определяемый геометрией проводников.
При достижении равновесия выполняется равенство: {\displaystyle F_{1}=F_{2}} , которое легко преобразуется в выражение: {\displaystyle mg=cI^{2}} , а далее, в окончательную формулу:
Сила тока, вычисляемая по этой формуле, и является эталонным значением при поверке электроизмерительных приборов.

## Возникающие погрешности
Погрешность измерения при использовании ампер-весов зависит от точности определения коэффициента {\displaystyle c} , точности принятого значения ускорения {\displaystyle g} и фактического магнитного влияния окружающей среды.
Относительная погрешность эталонных ампер-весов составляет порядка 0,001 %.